# Super Collider
Super Collider četrnaesti je studijski album američkog thrash metal sastava Megadeth, objavljen 4. lipnja 2013. godine. Ujedno je i prvi Megadethov album koji je objavila Mustaineova diskografska kuća Tradecraft jer je grupa nakon objave albuma Thirteen prestala surađivati s Roadrunner Recordsom.
Također, Super Collider prvi je album nakon Cryptic Writingsa, objavljenog 1997. godine, na kojemu nije bilo promjene članova u postavi nakon objave prethodnog albuma. Između ostalog, to je i prvi album nakon So Far, So Good... So Whata! na kojemu se nalazi obrada pjesme neke druge skupine, u ovom slučaju Thin Lizzyja.

## Popis pjesama
| 1.    | »Kingmaker«                        | Dave Mustaine           | Mustaine, Dave Ellefson                 | 4:16 |
| 2.    | »Super Collider«                   | Mustaine                | Mustaine                                | 4:12 |
| 3.    | »Burn!«                            | Mustaine                | Mustaine                                | 4:11 |
| 4.    | »Built for War«                    | Mustaine                | Shawn Drover, Chris Broderick, Mustaine | 3:57 |
| 5.    | »Off the Edge«                     | Mustaine                | Mustaine                                | 4:11 |
| 6.    | »Dance in the Rain«                | Mustaine                | Mustaine                                | 4:45 |
| 7.    | »Beginning of Sorrow«              | Mustaine, Ellefson      | Broderick, Mustaine, Ellefson           | 3:51 |
| 8.    | »The Blackest Crow«                | Mustaine                | Mustaine                                | 4:27 |
| 9.    | »Forget to Remember«               | Mustaine                | Mustaine                                | 4:28 |
| 10.   | »Don't Turn Your Back...«          | Mustaine                | Mustaine                                | 3:47 |
| 11.   | »Cold Sweat« (obrada Thin Lizzyja) | Phil Lynott, John Sykes | Lynott, Sykes                           | 3:10 |
| 45:15 |                                    |                         |                                         |      |

| Bonus pjesme s deluxe inačice | Bonus pjesme s deluxe inačice                  | Bonus pjesme s deluxe inačice                  | Bonus pjesme s deluxe inačice | Bonus pjesme s deluxe inačice | Bonus pjesme s deluxe inačice | Bonus pjesme s deluxe inačice | Bonus pjesme s deluxe inačice | Bonus pjesme s deluxe inačice | Bonus pjesme s deluxe inačice |
| Br.                           | Skladba                                        | Autor                                          | Trajanje                      |                               |                               |                               |                               |                               |                               |
| ----------------------------- | ---------------------------------------------- | ---------------------------------------------- | ----------------------------- | ----------------------------- | ----------------------------- | ----------------------------- | ----------------------------- | ----------------------------- | ----------------------------- |
| 12.                           | »All I Want«                                   | Mustaine                                       | 2:54                          |                               |                               |                               |                               |                               |                               |
| 13.                           | »A House Divided«                              | Mustaine, Johnny K                             | 3:11                          |                               |                               |                               |                               |                               |                               |
| 14.                           | »Countdown to Extinction« (uživo u Pomoni, CA) | Mustaine, Ellefson, Marty Friedman, Nick Menza | 4:23                          |                               |                               |                               |                               |                               |                               |
| 55:43                         |                                                |                                                |                               |                               |                               |                               |                               |                               |                               |

## Zasluge
| Megadeth - Dave Mustaine – vokali, gitara, produkcija, miksanje - David Ellefson – bas-gitara, prateći vokali - Chris Broderick – gitara, prateći vokali - Shawn Drover – bubnjevi, prateći vokali Ostalo osoblje - Zachary Coleman – inženjer zvuka - Matt Dougherty – inženjer zvuka - Ken Eisennagel – dodatni inženjer zvuka - Ted Jensen – mastering - Cameron Webb – inženjer zvuka - Johnny K – produkcija, miksanje - John Lorenzi – dizajn - Vartan – umjetnički direktor | Dodatni glazbenici - Bob Findley – truba - Yao Zhao – violončelo (na pjesmi 6) - Tom Cunningham – violina (na pjesmi 6), fiddle (na pjesmi 8) - Brian Costello – gajde (na pjesmi 4) - Sean Costello – gajde (na pjesmi 4) - Mary Kate Peterson – gajde (na pjesmi 4) - Electra Mustaine – prateći vokali (na pjesmama 7 i 9) - Sarah Phelps – prateći vokali (na pjesmi 7) - Willie Gee – prateći vokali (na pjesmi 7) - David Draiman – dodatni vokali (na pjesmi 6) |